# Gilles Francru
Pas d'image ? Cliquez ici
Gilles Francru, né le 27 mai 1952 dans le département de l'Eure, est un pilote de moto-cross français.  

## Biographie

### Enfance
Gilles Francru est né le 27 mai 1952 dans le département de l'Eure.

### Carrière de pilote de moto-cross
Dans sa carrière de pilote de moto-cross, il totalise 7 victoires et un titre de champion de France de moto-cross en 125 cm3.
Il arrête la compétition de moto-cross en 1984.

### Carrière de pilote d'enduro et de rallye-raid
Il se met à l'enduro et au rallye-raid.
Il remporte, sur Husqvarna l'enduro du Touquet-Paris-Plage en 1977. Lors de cette épreuve, il y a 820 inscrits et 40 000 spectateurs, pour comparaison, en 2019, il y a eu 2 299 inscrits répartis sur cinq épreuves et 500 000 spectateurs.
Il participe 9 fois au rallye Paris-Dakar.
En 1981, l'équipe Fenwick KTM inscrit quatre KTM 495 cm3 pour le Paris-Dakar, les pilotes sont Gilles Francru (no 25), Yann Cadoret (no 26) , Elijah Andreoletti (no 27) et Philippe Augier (no 28), celle de Gilles Francru a terminé 5 e.
Il est manager de l'équipe Yamaha pour le Paris-Dakar.

### Reconversion professionnelle
Il tient le magasin Yamaha « VEXIN MOTOS » de Gisors.